# BOM&HI
BOM&HI é uma unit sul-coreano formada pela YG Entertainment em 2013 em parceria com Samsung Music. As integrantes são Park Bom (Main Vocal do grupo 2NE1), e Lee Hi. A dupla estreou com o single "All I Want For Christmas Is You" um cover clássico da cantora Mariah Carey.

## Integrantes
| Nome artístico | Coreano | Nome completo  | Data de nascimento     | Posição   |
| -------------- | ------- | -------------- | ---------------------- | --------- |
| Park Bom       | 박봄    | Park Jenny Bom | 24 de março de 1984    | Vocalista |
| Lee Hi         | 이하이  | Lee Ha Yi      | 23 de setembro de 1996 | Vocalista |

## Discografia

### Singles
- All I Want For Christmas Is You (2013)